# Yung Lean
 Der er for få eller ingen kildehenvisninger i denne artikel, hvilket er et problem. Du kan hjælpe ved at angive troværdige kilder til de påstande, som fremføres i artiklen.

Jonatan Leandoer Håstad (født 18. juli 1996), bedre kendt under navnet "Yung Lean" er en Svensk rapper og sangskriver fra Stockholm. Yung Lean udgav sit debut-mixtape kaldt "Unknown Death 2002" samt en håndfuld andre singler til YouTube, under hans rapgruppes navn Sadboys (bestående af Gud, Yung Lean, Yung Sherman), heriblandt var store hits som "Ginseng Strip 2002", "Kyoto" og "Yoshi City". De er alle produceret af Gud (tidligere Yung Gud), som også er medlem af Sadboys. Yung Lean udgav sit debut album "Unknown Memory" i slutningen af sommeren 2014 efterfulgt af en to måneder lang tour gennem Nordamerika. Yung Lean udgav hans andet studiealbum Warlord d. 25 februar 2016. Yung Leans tredje album Stranger blev udgivet 10. november 2017. Yung Lean bliver tit sammenlignet med den populære popgruppe ABBA i de svenske medier, fordi begges tekster er baserer på følelser, og fordi begge kommer fra Sverige.
Yung Lean har samarbejdet med flere større kunstnere, såsom Travis Scott, Frank Ocean og Ballout. Også samarbejdet med Drain Gang (tidligere Gravity Boys Shield Gang) bestående af Bladee, ECCO2K, Thaiboy Digital, Whitearmor og Yung Sherman er ikke til at overse, eftersom Yung Lean har udgivet over over 30 sange med de forskellige medlemmer fra Drain Gang, hvis man ikke tæller Yung Sherman med (i hvilket tilfælde det er mange flere).

## Liv og opvækst
Yung Lean blev født i Hviderusland, men voksede op i Sverige som søn af en svensk far, som er forfatter og oversætter, og en mor af russisk afstamning, som arbejder med LGBTQ-rettigheder. Et par år senere flyttede de til Rusland, fordi hans mor ville have at han skulle have samme opvækst som hun fik da hun var ung. Det fik han desværre ikke, da han blev drillet i børnehaven og ikke passede ind. Håstad selv nævner en episode, hvor han var blevet givet en høj hvid hat (I stil med Ku Klux Klans), og stillet over i hjørnet, hvor han stod og kiggede i det, han selv vil sige var 5 timer. De flyttede derfor tilbage til Sverige, hvor Håstad fik resten af sin opvækst.

## Udgivelser

### Albums
- Unknown Memory (2014)
- Warlord (2016)
- Drabbad av sjukdom [Under band-navnet "Död Mark"] (2016)
- Stranger (2017)
- Poison Ivy (2018)
- Starz (2020)

### Mixtapes
- Unknown Death 2002 (2013)
- Frost God (2016)

EP
- Lavender (2013)